# SAUDADE (高中正義のアルバム)
『SAUDADE』（サダージ）は、日本のギタリストである高中正義が1982年9月10日にリリースした9枚目のオリジナルアルバムである。

## 解説
キャッチコピーは「身体が揺れて心も揺れて…」。
前作『alone』から約1年ぶりとなるオリジナルアルバムで、フュージョン系のアルバムとしては日本初のオリコンチャート1位を達成したアルバムである。
音楽プロデューサーにナラダ・マイケル・ウォルデンを迎え、バックミュージシャンにT.M.スティーヴンスやシーラ・Eなどが参加している。

## 収録曲

### A面
| 全作曲: 高中正義、全編曲: 高中正義 and Narada Michael Walden。 |                    |       |            |      |
| #                                                              | タイトル           | 作詞  | 作曲・編曲 | 時間 |
| 1.                                                             | 「A Fair Wind」    |       | 高中正義   | 4:32 |
| 2.                                                             | 「Saudade」        |       | 高中正義   | 3:41 |
| 3.                                                             | 「Eona」           |       | 高中正義   | 5:36 |
| 4.                                                             | 「Breakin' Loose」 |       | 高中正義   | 4:46 |
| 5.                                                             | 「Ride'em High」   |       | 高中正義   | 3:52 |
| 合計時間:                                                      | 合計時間:          | 22:27 |            |      |

### B面
| 全作曲: 高中正義、全編曲: 高中正義 and Narada Michael Walden。 |                            |                       |            |      |
| #                                                              | タイトル                   | 作詞                  | 作曲・編曲 | 時間 |
| 1.                                                             | 「Chill Me Out」           | Narada Michael Walden | 高中正義   | 4:37 |
| 2.                                                             | 「New York Strut」         |                       | 高中正義   | 5:40 |
| 3.                                                             | 「The Forest Of My Heart」 |                       | 高中正義   | 4:54 |
| 4.                                                             | 「Manifestation」          |                       | 高中正義   | 6:10 |
| 合計時間:                                                      | 合計時間:                  | 合計時間:             | 21:21      |      |

## 楽曲解説

### A面
1. A Fair Wind
  - 北大路欣也が出演したマツダ『ファミリア』CMソング
2. Saudade
  - 先行シングル。この楽曲も、北大路欣也が出演したマツダ『ファミリア』CMソングに起用された。
3. Eona
  - 1983年1月25日に発売されたシングル「To you」のB面曲としてシングルカットされた。
4. Breakin' Loose
5. Ride'em High

### B面
1. Chill Me Out
  - シングル「Saudade」のB面曲。
2. New York Strut
  - 早見優・サムシングYOU（文化放送）のオープニング・エンディングで使用。
3. The Forest Of My Heart
4. Manifestation

## 参加ミュージシャン
- Guitar：高中正義
- Guitar：Joaquin Lievano
- Drums：Narada Michael Walden
- Bass：T.M. Stevens
- Keyboards：Frank Martin
- Percussion：Sheila Escovedo
  - Patrick Cowley - Synthesizers on "Chill Me Out"
  - Andy Narell - Steel Drums on "Saudade"
- Chorus & Background Vocals：Wanda Walden, Kelly Kool, Leslie Ann Jones, Randy Jalden, Frank Martin, T.M. Stevens, 高中正義